# Raj Popat
Raj Popat (* 17. Juni 1986 in Newport) ist ein walisischer Badmintonspieler. 

## Karriere
Raj Popat wurde 2007 erstmals nationaler Meister in Wales. Ein weiterer Titelgewinn folgte bei der Meisterschaft im Jahr 2012. 2012 nahm er an den Badminton-Europameisterschaften teil. 2012 siegte er auch bei den Maldives International. Im gleichen Jahr belegte er ebenfalls Rang drei bei den Victoria International und Rang drei bei den Auckland International.